# Battaglia di Columbus (1916)
La battaglia di Columbus, chiamata anche Raid di Columbus, fu un importante scontro armato combattuto tra le truppe irregolari del generale messicano Francisco "Pancho" Villa e un distaccamento di cavalleria dell'esercito statunitense sotto la guida del colonnello Herbert J. Slocum, che avvenne nella città di Columbus, Nuovo Messico, Stati Uniti il 9 marzo 1916. 
Quel giorno Pancho Villa, con 589 dei suoi uomini dell'esercito rivoluzionario della División del Norte, varcò a sorpresa la frontiera per attaccare la città, presidiata dalle forze del colonnello Slocum. L'attacco fu il culmine degli scontri armati e delle generali irregolarità avvenute sul confine messicano-statunitense durante la guerra di confine e per la sua inaspettata violenza, che inorridì l'opinione pubblica USA, costrinse il presidente Woodrow Wilson a ordinare una spedizione punitiva per invadere il Messico e catturare Villa.
In commemorazione dell'attacco di Pancho Villa a Columbus, la Commissione Parchi dello Stato del Nuovo Messico ha fondato il Pancho Villa Historical Park e il suo museo nella città.

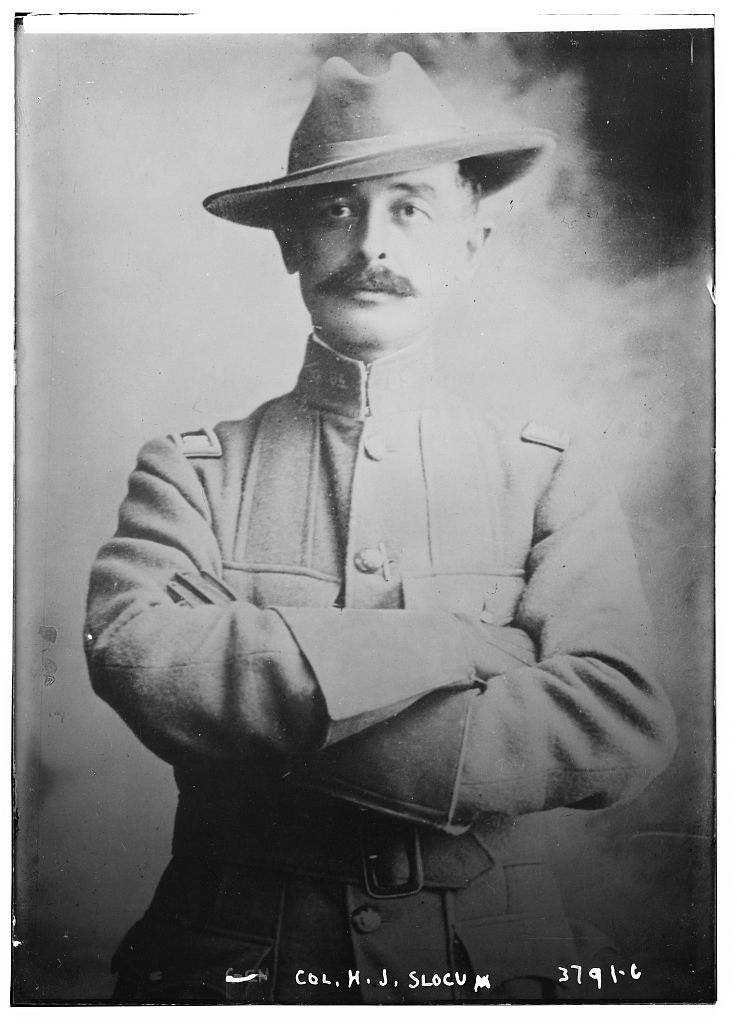
Herbert Jermain Slocum intorno al 1915

## Ragioni dell'attacco villista
Alla fine del 1915 l'esercito di Villa era in crisi. Dopo la sconfitta nella seconda battaglia di Agua Prieta il generale si era ritirato di nuovo nel Chihuahua per organizzare con le sue forze una vendetta contro gli Stati Uniti rei, secondo la sua ottica, di sostenere, da parte del presidente Wilson, Venustiano Carranza, allora presidente del Messico nonché suo ex compagno di lotta e capo ribelle da cui si era distaccato già a partire dal 1914. Villa era infuriato poi del fatto che ad Agua Prieta, nel Sonora, gli Stati Uniti avessero appoggiato il suo nemico e rivale Álvaro Obregón con l'uso di fari giganti per indicare il momento del suo attacco. Obregón risultava inoltre il favorito anche agli occhi dei britannici e dei tedeschi, come dimostrato nella battaglia di Celaya dell'anno precedente, cosa che lo metteva in secondo piano sulla scena militare e politica messicana.
Villa mal sopportava queste continue ingerenze statunitensi e non solo negli eventi della Rivoluzione messicana.
Inoltre pare che egli avesse dei contatti, non accertati, con l'Impero tedesco, uno dei principali partner economici del Messico di allora, che premeva affinché la nazione entrasse in guerra contro gli USA (come poi dimostrato col telegramma Zimmermann) nell'ambito della prima guerra mondiale, di cui essi svolgevano un ruolo osservatore a favore della Triplice intesa. Non si sa se Villa fosse al corrente del piano tedesco o ne facesse minimamente parte, ma è certo che avesse un grande risentimento nei confronti degli Stati Uniti.
Tuttavia la vera ragione finale dell'attacco furono gli affari sporchi lasciati in sospeso con Samuel Ravel, un trafficante d'armi che era in contatto sia con i guerriglieri messicani sia con gli americani e che aveva tradito Villa per la paura di essere arrestato dagli uomini di Carranza e si era quindi rifugiato dagli americani a Columbus.

## La battaglia
Villa mandò uno dei suoi colonnelli, Candelario Cervantes, a Columbus per cercare di trattare nuovamente con Ravel, offrendo oro e argento in cambio di munizioni ma egli, credendo di essere al sicuro, rifiutò affermando che "non avrebbe più avuto a che fare con i banditi messicani". Furioso Villa il 18 febbraio prese personalmente il comando di 589 uomini della sua División del Norte per marciare su Columbus e vendicarsi sia di Ravel che degli americani.
Poco prima dell'alba del 9 marzo le truppe di Villa passarono il confine e accerchiarono Columbus.
Villa divise le sue forze in due colonne che entrarono nella città da ovest e sud-est al grido di "Viva Villa!Viva il Messico". La popolazione stava al momento dormendo ma fu svegliata di soprassalto dal fumo delle fiamme, dagli spari e dalle urla.
La battaglia durò soltanto poche ore ma furono ore violentissime e bastarono per radere al suolo la cittadina.
Le truppe villiste incendiarono tutti gli edifici, non preoccupandosi, nella maggior parte dei casi, di provocare vittime tra i civili, come avvenne nel caso dell'incendio a un hotel dove molti, per vendetta, si appostarono alle finestre a sparar loro a volontà.

La resistenza americana fu tenace grazie alle brillanti azioni dei soldati addetti alle mitragliatrici e guidati da John P. Lucas, che spararono più di 5000 proiettili a testa in 90 minuti di scontro, e i soldati si ritrovarono a combattere casa per casa facendo sì che alla fine entrambi gli schieramenti subissero enormi perdite.

I soldati villisti non trovarono Ravel, che quel giorno si trovava a El Paso, in Texas, per curarsi un mal di denti, ma in compenso trovarono suo fratello minore, che lasciarono libero, e il maggiore, che presero invece prigioniero e fucilarono in seguito nel Chihuahua.
La casa di Ravel, il suo negozio e il suo hotel vennero rasi al suolo.
Alla fine le truppe d'invasione, rimaste a corto di munizioni e di acqua, si ritirarono e furono inseguite fino al confine dagli uomini di Frank Tompkins che, trasgredendo agli ordini di Slocum, aveva deciso di prendere l'iniziativa.
Questa azione gli valse la Distinguished Service Medal e la Distinguished Service Cross nel 1918.
I Villisti lasciarono dietro di sé una cittadina completamente distrutta. Tuttavia non si trattò di una vera vittoria in quanto persero molti uomini tra uccisi, feriti e catturati, ma riuscirono comunque a portare con sé svariati prigionieri e beni come 80 cavalli, 30 muli e anche 300 fucili.

## La reazione americana: la spedizione punitiva di Pershing

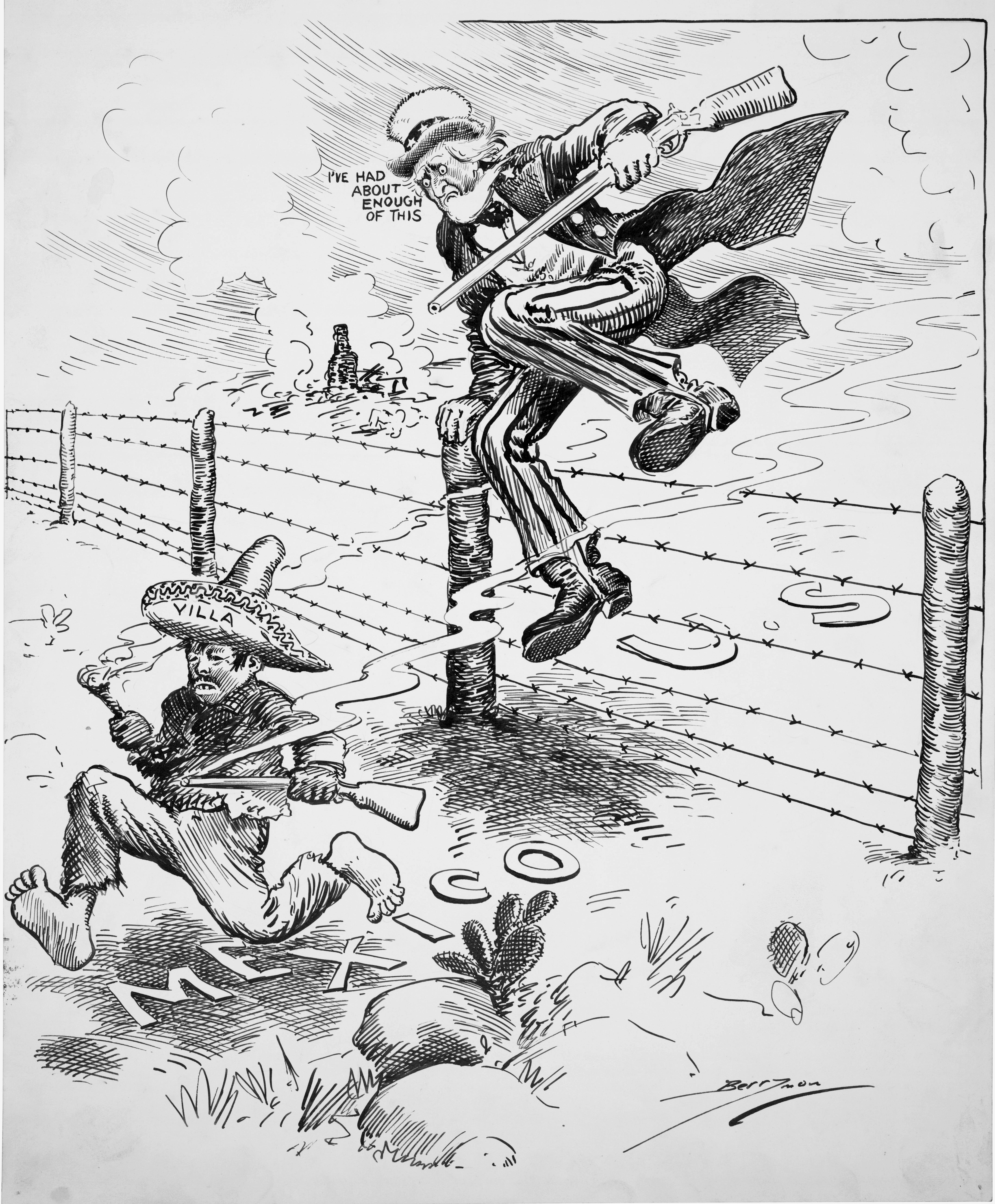
Vignetta satirica del 1916 raffigurante lo Zio Sam che oltrepassa il confine con il Messico per inseguire il fuggitivo Pancho Villa

L'attacco avvenuto a Columbus terrorizzò l'Alto comando americano, in quanto dimostrava che il nemico era capace di fare grandi raid sul suolo nazionale. Il risentimento che ne derivò fece scoppiare dappertutto rivolte anti-messicane.
Data la gravità dell'evento, lo stesso giorno della battaglia il presidente Wilson nominò nuovo Segretario alla Guerra (la cui carica era al momento vacante) Newton Diehl Baker.
Wilson a quel punto decise che gli Stati Uniti non potevano continuare a limitarsi a rifornire le forze rivoluzionarie messicane e a svolgere solo un ruolo di osservatore negli eventi oltre confine, ma dovevano intervenire di forza sul suolo messicano contro Pancho Villa e il suo esercito.

Organizzò quindi una spedizione di 10 000 uomini che potesse inseguire Villa nel Chihuahua e catturarlo e la pose sotto il comando del generale John Pershing, distintosi nelle azioni contro i ribelli filippini nella guerra filippino-americana. Essa iniziò il 14 marzo e sarebbe durata, con esito negativo, fino al febbraio dell'anno seguente.
Wilson offrì inoltre un premio di 5000 dollari a chi avesse catturato e consegnato il generale messicano.

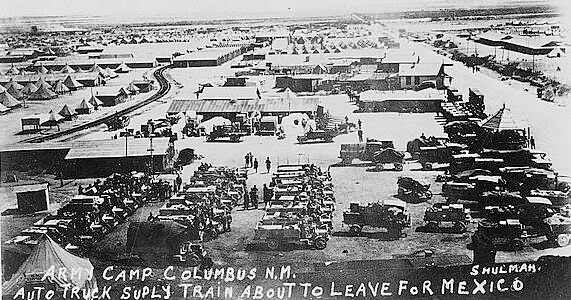
Columbus. Area di sosta per i treni impiegati per rifornire di truppe il generale Pershing durante la Spedizione punitiva in Messico

Nel frattempo i 6 soldati messicani catturati dagli americani a Columbus furono immediatamente processati e 5 di loro impiccati, mentre tutti gli altri soldati e cavalli messicani morti furono portati fuori dalla città, accatastati e bruciati con il cherosene.

## Elenco dei morti americani
L'elenco dei morti americani di cui si è potuta dare l'identificazione:

### Militari
Sergente Mark A. Dobbs

Sergente John G. Nievergelt

Caporale Harry E. Wiswell

Maniscalco Frank R. Kindvall

Soldato Thomas Butler

Soldato Fred A. Griffin

Soldato Paul Simon

Soldato Jesse P. Taylor (morto per le ferite a Fort Bliss)

### Civili
A.L. Ritchie

John Walton Walker

Sig.ra Milton James (con il nascituro)

James Todd Dean

J.J. Moore

Charles Dewitt Miller

Charles C. Miller

H.M. Hart

W.A. Davison
Tra le vittime non identificate ci fu anche un autista.